# Vjačeslav von Pleve
Vjačeslav Konstantinovič von Pleve někdy též psáno jako von Plehve (rusky Вячеслав Константинович фон Плеве, 20. dubna 1846 – 28. července 1904) byl ruský ředitel carské policie Ochranky a pozdější ministr vnitra německého původu. Roku 1904 ho zabil revolucionář Jegor Sozonov.

## Životopis

### Mládí

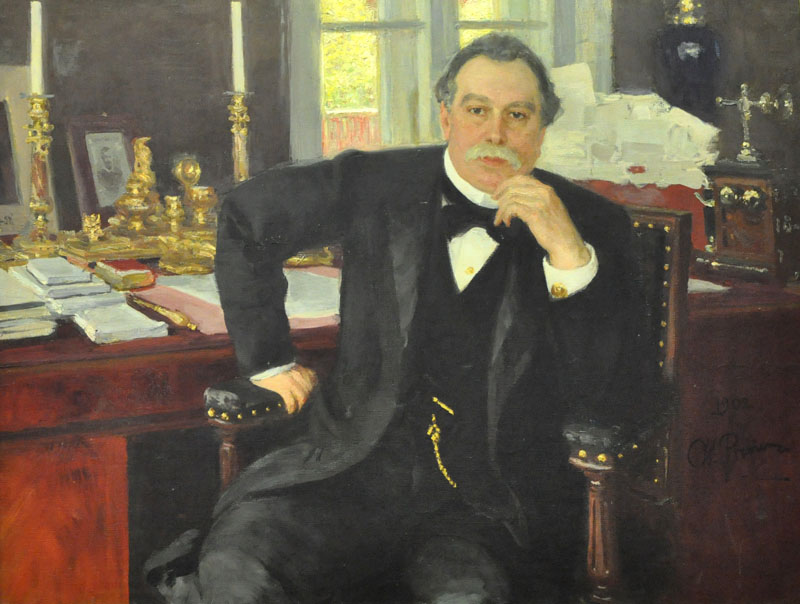
Vjačeslav von Pleve - obraz od Ilji Repina

Vjačeslav von Pleve se narodil jako jediný syn Konstantina von Pleveho. V roce 1851 se Pleveho rodina přestěhovala z Meščovska do Varšavy, kde jeho otec přijal práci instruktora na gymnáziu.
Po dostudování na Lomonosovově univerzitě se stal právníkem a v roce 1867 začal sloužit v různých pozicích v ministerstvu spravedlnosti. Sloužil jako člen prokuratury ve Vladimirském federálním soudu a jako prokurátor ve Vologdě. V roce 1876 se Pleve stal členem prokuratury Varšavské justice, a v roce 1879 se stal členem Petrohradské justice.

### Politik
V roce 1881 vyšetřoval atentát na Alexandra II. a poté se stal ředitelem carské policie Ochranky. Pleve si získal u cara důvěru díky jeho ráznému zásahu proti revolucionářské organizaci Svoboda lidu.
V roce 1885 se Pleve stal asistentem ministra vnitra. Jako asistent během mandátů Dmitrije Tolstého a Ivana Durnova ukázal Pleve administrativní talent. Roku 1899 se Pleve stal státním ministrem-tajemníkem pro Finsko. V tomto mandátu zůstal až do smrti. V roce 1901 začal podporovat potlačování finské separátní armády.
V roce 1902 byl zavražděn ministr vnitra Dmitrij Sipjagin, načež Pleve se stal jeho nástupcem.
Roku 1903 se Pleve setkal v Petrohradu s Theodorem Herzlem. Oba diskutovali o situaci Židů v Rusku, a žádali představitele Osmanské říše, aby vyhradili místo pro židovské osídlení Palestiny.
Jako ministr vnitra považoval za nejlepší obranu carského systému „malou vítěznou válku“ na Dálném východě, aby tam pak ruské obchodní kruhy nalezly trhy pro své zboží, které vzhledem k nízké kvalitě nemohlo získat odbyt v Evropě.

### Smrt
V době rusko-japonské války byl Pleve považován ze nejnenáviděnějšího člena vlády. Pleve odjel ráno 28. července 1904 ve svém kočáře ze sídla Ochranky k Petrohradskému nádraží. V polovině cesty jel Pleveho kočár přes most nad řekou Fontankou. Na mostě stáli členové strany Eserů Jegor Sozonov a Ivan Kaljajev. Jakmile se kočár přiblížil, Sozonov vyskočil z části mostu určené pro chodce a hodil do Pleveho kočáru bombu. Pleve byl těžce zraněn, ještě tentýž den zranění podlehl.
Oba atentátníci z místa činu uprchli. Zatímco Sozonov byl dopaden a odsouzen k doživotnímu trestu, Kaljajev dokázal uprchnout a o rok později zabít carova strýce, velkovévodu Sergeje Alexandroviče.